# Апелляционный суд седьмого округа США
Апелляцио́нный суд седьмо́го о́круга США (дословно Апелляционный суд США по седьмому федеральному апелляционному округу; англ. United States Court of Appeals for the Seventh Circuit, сокращённо 7th Cir.) — федеральный суд апелляционной инстанции США, рассматривающий дела в штатах Иллинойс, Индиана, Висконсин.
Суд расположен в здании Дирксен Федерал Билдинг в Чикаго, штат Иллинойс.
Верховный суд США может проверить и пересмотреть решение Апелляционного суда только в том случае, если оно существенно нарушает сложившуюся судебную практику либо имеется неразрешённая коллизия в вопросе федерального права.

## Территориальная юрисдикция
В Апелляционном суде по седьмому федеральному апелляционному округу обжалуются окончательные решения, принятые по вопросам, относящимся к федеральной юрисдикции, следующих нижестоящих судов федерального уровня:
- Федеральный окружной суд Центрального округа Иллинойса
- Федеральный окружной суд Северного округа Иллинойса
- Федеральный окружной суд Южного округа Иллинойса
- Федеральный окружной суд Северного округа Индианы
- Федеральный окружной суд Южного округа Индианы
- Федеральный окружной суд Восточного округа Висконсина
- Федеральный окружной суд Западного округа Висконсина